# SteamVR
O SteamVR é a plataforma de distribuição conteúdo digital e jogos digitais com Realidade Virtual da empresa Valve Corporation lançado em 2014.

## História
A Valve em 2014, ao ver o desenvolvimento paralelo das novas tecnologias de Realidade Virtual no mundo dos jogos digitais, iniciou um projeto para sua plataforma de distribuição digital de conteúdo: SteamVR. As primeiras iniciativas foram mostradas en 2 de junho de 2014 em uma reunião em Boston com um grupo de desenvolvedores selecionados.
SteamVR iniciou em modo experimental trabalhando com o óculos VR Oculus Rift; um anúncio oportuno depois do recente lançamento deste dispositivo. No início o SteamVR apresentava a interface do cliente Steam no modo Rift, mostrando como um ecrã curvo flutuante, com suporte de rastreamento de cabeça. Atualmente a plataforma conta com mais de 1 200 projetos em VR com todo o tipo adaptado de jogos e simuladores. Também têm em fases de desenvolvimento desde 2017 a incorporação da Realidade Aumentada em colaboração com a empresa Microsoft utilizando o uso da câmara incorporada no headset do HTC VIVE.

## Especificações técnicas[5][6]
Sistema: Windows 7 SP1, Windows 8.1, Windows 10 ou mais recente.
CPU: Intel® i5-4590 / AMD FX 8350 equivalente ou superior.
Memória: 4 GB de RAM ou mais.
GPU: NVIDIA GeForce® GTX 970 / AMD Radeon™ R9 290 equivalent or greater
Saída: HDMI 1.4, DisplayPort 1.2, USB 2.0
Controles: comandos inalámbricos para controlar tanto as acções e movimentos dentro da realidade virtual, estes são captados pelas estações de rastreamento. Estes comandos contam com um conjunto de botões de pressão e táctiles para a interacção do utente com a experiência VR.
Gafas: atualmente usa-se o headset da HTC Vive, formado por dois ecrãs de 1200 x 1080 pixels por-olho a uma taxa de atualização de 90Hz.
Rastreamento: Bases inalámbricas colocadas na zona de jogo que permitem o tracking de (monitoram) os movimentos do utente.
Conexões: as gafas vão ligadas a uma caixa de conexões mediante um cabo USB e HDMI que a sua vez vai conectado ao computador.
Espaço de jogo: Steam especifica um mínimo de 2x1,5 metros para conseguir um correcto rendimento do STEAM VR e um máximo de 5x5x5 metros (ainda que alguns afirmam que a área de funcionamento máximo é de 4,6x4 ,6m segundo o hardware que se use) devido às características técnicas das estações de rastreamento e comandos inalámbricos. Ainda assim, não é necessário mais que as dimensões mínimas de espaço para seu correcto uso. Este espaço deve estar limpo de obstáculos para que exista uma boa jugabilidad e evitar acidentes.

## Valve Index
A Valve tem apresentado o Valve Index, sua nova aposta de hardware que melhora o dispositivo desenhado e desenvolvido completamente pela companhia. Com os seguintes requisitos para funcionar correctamente:
MÍNIMO
- Sistema Windows 10, SteamOS ou Linux
- RAM de 8 GB ou mais
- GPU NVIDIA GeForce GTX 970 ou superior, AMD RX480 ou superior (Requer DisplayPort, não é compatível com HDMI)
- CPU Dual core (com hyperthreading ou superior)
- UBS 3.0+ para as câmaras do visor

RECOMENDADO
- Processador: Quad Core +
- Gráficos: NVIDIA 1070 or better
- Notas adicionais: Available USB (3.0+) Port Required for Headset Pass-Through Camera & USB Port Support

Quanto a suas particularidades técnicas, o visor de Valve Index apresenta uns ecrãs com desenho próprio, que oferecem imagens de alta resolução através de dois painéis LCD de 1440x1600 pixels, acrescentam subpíxel RGB. Com frequência de actualização é de 120Hz com um modo experimental de 144Hz e 20 graus mais de visão que HTC VIVE.
Para o apartado sonoro, Valve tem desenvolvido uns pequenos altavoces que se situam fora da orelha para conseguir uma maior imersão auditiva e evitar o uso de auriculares. O lado negativo deste acrescentado é que, ao se situar fora da orelha, os que estão ao redor na mesma sala também podem escutar o que ocorre dentro do jogo ou aplicativo em questão. Para o apartado sonoro, Valve tem querido inovar e tem desenvolvido uns pequenos altavoces que se situam fora da orelha para conseguir uma maior imersão auditiva de longa duração e evitar a incomodidad que pode supor o levar auriculares. Não obstante, ao situar-se fora da orelha, os que estão ao redor na mesma sala também podem escutar o que ocorre dentro do jogo ou aplicativo em questão.
Os controladores de Index levam incorporados um stick para o polegar, um pequeno touchpad, dois botões, um gatillo analógico e um botão do sistema. Incorporam um conector de ónus USB tipo C e têm uma bateria que dura mais de 7 horas.  